# ترمباچف، شهرستان پجکزنو
ترمباچف، شهرستان پجکزنو (به لاتین: Trębaczew, Pajęczno County) یک روستا در لهستان است که در Gmina Działoszyn واقع شده‌است.

## خصوصیات
ترمباچف ۲٬۳۸۷ نفر جمعیت دارد.